# Calle Vidrio
La calle Vidrio es una vía pública de la ciudad española de Sevilla.

## Descripción
La vía discurre desde la calle San Esteban hasta Garci Pérez, junto a la plaza de las Mercedarias. Aparece descrita en la Noticia histórica del origen de los nombres de las calles de esta ciudad de Sevilla (1839) de Félix González de León con las siguientes palabras:

Calle del Vidrio. Del mismo cuartel que las anteriores, y de las parroquias de san Bartolomé y san Estevan es esta calle que su vertedero nombres es del Horno del Vidrio, por una fábrica de vidrio que huvo en ella. Nada le encuentro que observar, es larga, no muy ancha, y pasa de la plaza de san Bartolomé, á la calle de san Estevan.
(González de León, 1839, pp. 445-446)